# Lea Dohm
Lea Dohm (* 24. Mai 1982 in Nordenham) ist eine deutsche Psychologin, Psychotherapeutin, Autorin, Journalistin und Aktivistin. Sie ist Mitgründerin der Initiative Psychologists/Psychotherapists for Future (Psy4F) und arbeitet als Transformationsberaterin bei der Deutschen Allianz Klimawandel und Gesundheit (KLUG).

## Leben
Lea Dohm studierte Psychologie und Sozialwissenschaften an der Carl-von-Ossietzky Universität Oldenburg und war nach ihrem Studium an mehreren Kliniken in Deutschland tätig. Sie absolvierte eine Weiterbildung zur tiefenpsychologisch fundierten Psychologischen Psychotherapeutin und erhielt 2011 die Approbationserteilung. Von 2011 bis 2014 studierte sie Journalismus an der Freien Journalistenschule in Berlin. Im Anschluss war sie Referentin für Öffentlichkeitsarbeit bei der Psychotherapeutenkammer Niedersachsen und ließ sich in eigener psychotherapeutischer Praxis nieder. Seit 2022 ist sie Wissenschaftliche Mitarbeiterin bei der Deutschen Allianz Klimawandel und Gesundheit. Sie ist zudem als Freie Journalistin tätig und arbeitet als Beraterin in den Bereichen Psychologie der Klimakrise, Psychotherapie in Zeiten gesellschaftlicher Krisen und Klimakommunikation.

## Klimapolitisches Engagement
Im April 2019 gründete Dohm zusammen mit Mareike Schulze die Initiative Psychologists/Psychotherapists for Future, die sich angesichts des Klimawandels für eine sozial-ökologische Transformation der Gesellschaft einsetzt. 2022 veröffentlichten Dohm und Schulze das Sachbuch Klimagefühle. 2021 publizierte Dohm gemeinsam mit Felix Peter und Katharina van Bronswijk Climate Action. Psychologie der Klimakrise, 2024 war sie zusammen mit Julia Asbrand, Felix Peter und Claudia Calvino Herausgeberin des Sachbuches Umgang mit gesellschaftlichen Krisen im Schulalltag. Dohm ist Autorin verschiedener Fachartikel und Beiträge, unter anderem für Terra X – die Wissens-Kolumne (ZDFheute), In-Mind Magazin und psychosozial sowie für die Ärztliche Psychotherapie und der Monatsschrift Kinderheilkunde.
Dohm tritt regelmäßig in der Öffentlichkeit auf, um über die psychologischen Auswirkungen der Klimakrise zu sprechen. Sie engagiert sich für einen nachhaltigeren Lebensstil und betont insbesondere die Bedeutung psychologischer und emotionaler Faktoren in Krisenzeiten. Als Expertin ist sie in zahlreichen Podcasts, im Hörfunk und im Fernsehen zu Gast. Zudem hat sie auf Fachforen wie der Woche der Umwelt im Schloss Bellevue, der EnvoConnect der Bremenports, am Zentrum für Ethik und Verantwortung (ZEV) der Hochschule Bonn-Rhein-Sieg oder dem Planetary Health Forum sowie im Deutschen Bundestag referiert.
Für ihr Engagement wurde Dohm 2022 mit der Goldenen Ehrennadel des Bundesverbands Deutscher Psychologinnen und Psychologen (BDP) ausgezeichnet.

### Psychologie und Klimakrise
Dohm vertritt die Ansicht, dass die Klimakrise nicht nur als ökologisches oder ökonomisches Problem betrachtet werden darf, sondern auch als psychologisches Problem. Psychologische Unterstützung sei entscheidend, um emotional auf die Herausforderungen der Klimakrise vorzubereiten. Für Dohm sei eine aktive Auseinandersetzung mit dem Klimawandel unerlässlich. Aktives Mitgestalten sei nicht nur im Kampf gegen Krisen sinnvoll, gleichzeitig verbessere es die psychische Gesundheit und vergrößere den Ökologischen Handabdruck.

## Auszeichnungen
- 2022: Goldene Ehrennadel des Bundesverbands Deutscher Psychologinnen und Psychologen

## Publikationen
- Climate Action. Psychologie der Klimakrise. Hg. zus. mit Felix Peter und Katharina van Bronswijk. Gießen 2021. ISBN 978-3-8379-3110-5.
- Klimagefühle. Wie wir an der Umweltkrise wachsen, statt zu verzweifeln. Zus. mit Mareike Schulze. München 2022, ISBN 978-3-426-28615-9.
- Umgang mit gesellschaftlichen Krisen im Schulalltag. Zus. mit Julia Asbrand, Felix Peter und Claudia Calvano. Göttingen 2024. ISBN 978-3-8017-3264-6.
- Stark im Wandel. Wie wir die psychische Gesundheit der Zukunft gestalten. Göttingen 2025. ISBN 978-3-525-46290-4.